# Voz Populi (programa de radio)
Voz Populi es un programa radial colombiano de humor, comedia, opinión y noticias, emitido actualmente por la red de emisoras de Blu Radio, de lunes a viernes de 4:00 a 7:00 p. m.  (UTC-5). Fue creado principalmente como respuesta al programa La Luciérnaga, que se emite en la misma franja horaria en Caracol Radio, y también compite por el rating con El Tren, de RCN Radio.

## Integrantes
| Nombres y apellidos           | Rol en el programa                | Fecha de ingreso                                                                           | Ciudad de transmisión |
| ----------------------------- | --------------------------------- | ------------------------------------------------------------------------------------------ | --------------------- |
| Jorge Alfredo Vargas          | Director y conductor del programa | 2 de septiembre de 2013                                                                    | Bogotá                |
| Esteban Hernández             | Presentador y comentarista        | 25 de octubre de 2018                                                                      | Bogotá                |
| Sylvia Patiño                 | Periodista y comentarista         | 25 de octubre de 2018 (antes de esa fecha presentaba la sección "Lo que no es Voz Populi") | Bogotá                |
| Felipe Zuleta                 | Periodista y analista             | 8 de septiembre de 2016                                                                    | Bogotá                |
| Alberto José Linero           | Periodista y analista             | 5 de abril de 2018                                                                         | Bogotá                |
| Álvaro Forero Tascón          | Analista                          | 6 de septiembre de 2012                                                                    | Bogotá                |
| Pedro Viveros                 | Analista                          | 9 de enero de 2018                                                                         | Bogotá                |
| Camilo Cifuentes              | Humorista, imitador               | 6 de septiembre de 2012                                                                    | Bogotá                |
| María Auxilio Vélez           | Humorista, imitadora              | 6 de septiembre de 2012                                                                    | Bogotá                |
| Lorena Neira                  | Humorista, imitadora              | 1 de marzo de 2019                                                                         | Bogotá                |
| Diego Briceño                 | Humorista, imitador               | 6 de septiembre de 2012                                                                    | Bogotá                |
| Santiago Rodríguez            | Imitador, comentarista            | 28 de noviembre de 2014- 28 de noviembre de 2018 (receso enfermedad) 20 de mayo de 2019-   | Bogotá                |
| Yedinson Ned Flórez "Lokillo" | Imitador                          | 21 de marzo de 2017                                                                        | Bogotá                |
| Óscar Iván Castaño            | Humorista, imitador               | 6 de septiembre de 2012                                                                    | Bogotá                |
| Andrés Tamayo                 | Imitador, humorista               | 6 de septiembre de 2012                                                                    | Bogotá y Medellín     |
| Grupo Salpicón                | Parodias musicales                | 6 de septiembre de 2012                                                                    | Bogotá                |

El programa se emite desde las estudios de Blu Radio en Bogotá y Medellín.
Libretistas
- Diego López
- Mauricio Ramírez "Comino".

## Imitadores y personajes

#### Yedinsón FlórezLokillo
- Maluma
- Felipe Peláez
- Rastacuando
- El empresario de artistas
- Juan Caobo
- Juan Guillermo Cuadrado
- Doña Luz
- Federico Gutiérrez (1ra voz).

#### María Auxilio Vélez
- María Lucía Fernández
- Amparo Grisales
- Martha Lucía Ramírez
- Gina Parody
- Clara López
- Vicky Dávila
- Piedad Córdoba
- Ignorita
- La Tigresa del Oriente
- Esperanza Gómez
- María Fernanda Cabal
- Aída Merlano
- Flavia Dos santos
- Diva Jessurum
- Shakira
- Andrea Echeverry
- Marge Simpson
- Claudia de Colombia
- Margarita Rosa De Francisco
- Alejandra Guzmán
- Lina Moreno de Uribe

#### Óscar Iván Castaño
- Nairo Quintana
- James Rodríguez
- Rodolfo Palomino
- Gustavo Petro
- Juan Manuel Santos
- Nicolás Maduro
- Alonso Opita
- María Isabel Urrutia
- Radamel Falcao García
- Georgina Ruiz Sandoval
- Laisa Reyes
- Angelino Garzón
- Jorge Enrique Robledo
- Ricardo Henao
- Leonel Álvarez
- Maurice Armitage
- Juan Guaidó
- Juan Daniel Oviedo
- Rigoberto Urán
- María Isabel Urrutia
- Carlos Valderrama
- Alberto Casas Santamaría
- Ricardo Henao Calderón
- José Pékerman
- Homero Simpson
- Antanas Mockus
- William Brownfield
- Federico Gutiérrez (2da voz).
- Armando Benedetti
- Luis Alfredo Cespedes
- Rodolfo Hernandez (2da voz).

#### Diego Briceño
- Tarsicio Maya
- José "Pepe" Mujica
- José de Jesús Jaramillo
- Doña Aurora Vanegas " Aurorita"
- Joe Hurtado Plata

#### Esteban Hernández
- Norberto (2da voz)

#### Andrés Tamayo
- Álvaro Uribe Vélez (1ra voz)
- Enrique Peñalosa
- La Sor-terira
- Alejandro Ordóñez
- Ernesto Samper
- Léider Preciado
- César Gaviria
- Humberto De la Calle
- Fernando Londoño Hoyos
- Andrés Pastrana
- Carlos Moreno De Caro
- José Antonio Ocampo
- Don Zacarías

#### Santiago Rodríguez
- Juan Mamerto
- El Chiflamicas
- El guerrillero de las JAR-EP
- OTTO guerrillero y locutor
- Ramiro del teatro
- Felipe Zuleta
- Barbarito de Cuba
- El profesor

#### Camilo Cifuentes
- Rodolfo Hernández (1ra voz).
- Juan Roberto Vargas
- Juan Manuel Santos
- Jorge Alfredo Vargas
- Norberto
- Faustino Asprilla
- Carlos Vives
- Juan Gabriel
- Rubén Darío Arcila
- Donald Trump
- Joe Biden
- César Escola
- Jaime Sánchez Cristo
- Julio Sánchez Vanegas
- Julio Sánchez Cristo
- Germán Vargas Lleras
- Jorge Barón
- Néstor Humberto Martínez
- Antonio Navarro Wolf
- Julio Correal
- Faustino Asprilla
- Julio Iglesias
- Yamid Amat
- Álvaro Uribe Vélez (2da voz)
- Gustavo Petro (2da voz)
- Juan Manuel Santos (2da voz)
- Barack Obama
- Andres Cepeda

#### Lorena Neira
- Arelys Henao
- Greeicy Rendón
- Daniela Pachón
- Claudia López
- Paloma Valencia
- Francia Márquez
- Epa Colombia
- Alicia Arango
- Marina Granziera
- María Camila Osorio
- Dra. Fernanda Hernández
- Natalia París
- Lina Tejeiro
- Irene Vélez
- Paola Jara
- Susana Boreal
- La Mienteoróloga
- Mafe Walker
- Veronica Alcocer
- Dora 'La celadora'

#### Elkin Rueda
- Gilberto Montoya
- Iván Duque

## Tema musical
La canción que identifica a Voz Populi fue creada en 2015 por el compositor colombiano Julio Monroy, a partir de una idea original de Juan Pablo Tibaquirá, y es cantada por el humorista Camilo Cifuentes.

## Exintegrantes de la mesa deVoz Populi
En el orden, los primeros puestos son los de las personas que salieron más recientemente:
- Mauricio Quintero (desde el 2 de septiembre de 2016 hasta el 16 de octubre de 2018).
- Diana Galindo (6 de septiembre de 2012 al 28 de noviembre del 2014 / 16 de marzo del 2015 hasta septiembre de 2018).
- Juan Diego Alvira (desde el 20 de abril de 2018 hasta agosto de 2018).
- Claudia Villarreal (desde el 20 de agosto de 2017 hasta enero de 2018).
- Juan Lozano (desde julio de 2014 hasta el 23 de octubre de 2017).
- Diana Medina (desde el 6 de septiembre de 2012 hasta 29 de enero de 2017).
- Mabel Cartagena (desde el 13 de enero de 2015 al 25 de noviembre de 2016).
- Oscar "Tito" López (desde el 4 de abril de 2016 al 27 de abril de 2016).
- Hernando Paniagua (desde el 5 de agosto de 2013 al 1 de abril de 2016)
- Francisco Mejía (desde el 16 de junio de 2014 al 23 de abril de 2015).
- Ronald Mayorga (desde el 3 de febrero de 2014 al 31 de diciembre de 2014).
- Óscar Ortiz González (desde marzo de 2014/ 14 de mayo de 2014 al 12 de junio de 2014/ 22 de septiembre de 2014 al 26 de septiembre de 2014).
- Rafael Guarin (desde el 1 de octubre de 2013 al 13 de mayo de 2014).
- Gabriel De las Casas (desde el 29 de abril de 2013 al 24 de enero de 2014).
- Paloma Valencia Laserna (desde el 6 de septiembre de 2012 al 20 de septiembre de 2013).
- Juan Roberto Vargas (desde el 6 de septiembre de 2012 al 8 de agosto de 2013).
- Ricardo Orrego (desde el 6 de septiembre de 2012 al 26 de abril de 2013).